# Dominik Kaindl
Dominik Kaindl OCist (* 8. November 1891 in Sacherles, Bezirk Budweis, Österreich-Ungarn als Franz Kaindl; † 22. Februar 1973 in Stift Heiligenkreuz) war ein katholischer Theologe, Zisterzienser, Generalvikar und Kirchenhistoriker.

## Leben
Kaindl wurde in einer deutschsprachigen Familie geboren und auf den Vornamen Franz getauft. Am 4. August 1911 trat er in das Zisterzienserkloster Hohenfurt ein und erhielt den Ordensnamen Dominik. Er studierte Philosophie und Theologie am Institutum Theologicum des Stiftes Sankt Florian und wurde am 30. Mai 1915 durch den Brünner Bischof Josef Antonín Hůlka zum Priester geweiht. Studien folgten in Prag, wo er 1919 Sub auspiciis Imperatoris promovierte, und am Pontificium Institutum Biblicum und in Rom, wo er das Lizentiat erwarb. 1927 lehrte er in Budweis am Institutum Theologicum Philosophie. Nach einem Aufbaustudium in Rom unterrichtete er in Budweis von 1932 bis 1938 das Fach Altes Testament.
Kaindl wurde am 21. Dezember 1938 zum Abtkoadjutator mit dem Recht der Nachfolge gewählt, allerdings ohne die Abtsbenediktion zu erhalten, da man in Rom befürchtete, Kaindls offizielle Einsetzung als Nachfolger könne als „Präjudiz für die Schuld“ seines Amtsvorgängers Abt Tecelin Jaksch verstanden werden. Jaksch war von der Gestapo verhaftet worden und in Linz inhaftiert.
1939 wurde Kaindl, der bis dahin bereits Bischöflicher Kommissar für die deutschen Gebiete der Diözese Budweis gewesen war, zum Generalvikar des neu geschaffenen Generalvikariats Hohenfurt in der Diözese Linz. Das Amtsblatt der Diözese Linz listet seine zusätzlichen Ämter auf: Abt-Koadjutor der Zisterzienser von Hohenfurth, Kreisdechant und Kreiskämmerer, Expositus in Kienberg. Der Schematismus der Diözese Linz nennt auch die Titel Konsistorialrat und Bischöflicher Notar sowie Professor emeritus des Alten Testaments. 1946 wurde Kaindl des Postens als Generalvikar wieder enthoben. Das Kloster wurde bereits am 17. April 1941 von der nationalsozialistischen Regierung aufgehoben worden; Kaindl arbeitete auch als Generalvikar weiterhin in der Pfarrseelsorge, denn dem Kloster Hohenfurt waren sämtliche Pfarreien der Diözese Budweis inkorporiert.
1946 musste er sein bisheriges Umfeld verlassen und nach Österreich emigrieren. Nach einer kurzen Zeit im Zisterzienserstift Rein ging er ins Stift Heiligenkreuz. Dort wirkte er 1950–1970 als Professor für Altes Testament (1950–1964) und Patrologie am Institutum Theologicum. Von 1956 bis 1966 war er Subprior und Stiftspfarrer.
Der Nekrolog des Stiftes Heiligenkreuz verzeichnet ihn als Admodum Reverendus Pater Dominicus Kaindl, doctor et professor theologiæ, professus Altovadensis, ibidem quondam abbas coadiutor et vicarius generalis dioecesis Budvicensis, parochus em. Sanctæ Crucis et subprior.

## Werke
- Geschichte des Zisterzienserstiftes Hohenfurt in Böhmen. Selbstverlag, [Budweis] 1930.
- Dominik Kaindl-(kein)Wanderer zwischen den Welten von Johannes Höring, erschienen in: Mitteilungen Haus Königstein, Heft 1-2015